# Histoire du Kansas
L'histoire du Kansas est marquée par une colonisation européenne tardive mais violente, émaillée de combats contre les tribus amérindiennes, les Américains étant dans un premier temps restés sur la rive orientale du Mississippi-Missouri.

## L'époque amérindienne
Les ruines d'El Quartelejo (en) le plus au nord des pueblos indiens, au Kansas, indiquent que des groupes amérindiens étaient déjà agriculteurs il y a plus de 3 000 ans et maîtrisaient les techniques agricoles de stockage et d'irrigation, même si les cultures étaient probablement un complément à la chasse et la cueillette. El Quartelejo n'avait plus de population indienne à partir de 1706 et, dans les années 1730, des raids des Comanches et des Pawnees ont décimé les apaches Cuartelejo.
Le nom de Kansas vient du sioux Kansa (autre nom du peuple Kaw) qui signifie « peuple du vent du sud ». Cette tribu est arrivée dans la région vers 1673. À l’arrivée des premiers Européens, la région était peuplée de tribus indiennes sédentaires (Wichitas, Pawnees, Kansas, Apaches). Les Espagnols, commandés par Francisco de Coronado, parcoururent la région en 1541, mais sans s'y installer.

## Les expéditions d'Étienne de Veniard
En septembre 1719, le Conseil de la Colonie de la Louisiane confie une mission diplomatique à Étienne de Veniard, sieur de Bourgmont : créer des alliances plus larges avec les Amérindiens. Concubin de la fille du chef des Missouris, il est connu pour avoir aidé les Algonquins, les Missouris et les Osages dans leur lutte contre les Renards. Dès mars 1714, il découvre l'embouchure de la rivière Platte, apportant des détails précieux au cartographe Guillaume Delisle dans son travail d'identification du réseau fluvial. En 1720, il est accueilli en héros à Paris, après la victoire des forces franco-amérindiennes sur les troupes espagnoles de l'expédition Villasur, qui visait à capturer les trappeurs et commerçants français dans les plaines de l'actuel Kansas. 
En 1723, Étienne de Veniard fait une incursion sans suite sur la rive ouest du Missouri, le long de l'Arkansas, sur les sites d'Oto, Kansa et Osage et en 1744, François Coulon de Villiers est nommé commandant du Fort Cavagnial, sur le site de la future Kansas City, au confluent du Missouri et du Kansas.

## Les terres indiennes de la rive occidentale du Mississippi-Missouri

Carte des territoires amérindiens en 1836.

Incluses comme toutes celles de l'ouest dans Louisiana purchase, l’achat de la Louisiane à la France par les États-Unis en 1803, les terres du futur État du Kansas sont ensuite une composante non-identifiée du très vaste Territoire du Missouri fondé en 1812. Dès le 10 août 1821, s'en détache l'État du Missouri, grâce à l'importante population de la ville de Saint-Louis, sur la rive orientale du fleuve. Il faudra 33 ans pour que la rive occidentale bénéficie du même sort.
La première agglomération fut Fort Leavenworth, un simple poste militaire créé aux alentours de 1827 par le colonel Henry Leavenworth pour l'armée américaine afin d'avoir un lieu fortifié sur la piste de Santa Fe. Il est situé un peu au nord du Fort Cavagnial, le plus à l'ouest de la Louisiane française, dirigé par le commandant François Coulon de Villiers. La France l'avait abandonné à l'Espagne à la fin de la guerre de la Conquête. Stephen Harriman Long visita Fort Leavenworth en 1819. Le gouvernement américain souhaite utiliser les terres à l'ouest du Mississippi pour y installer des tribus amérindiennes vivant à l'est, comme les Cherokees ou les Lenapes de l'Ohio. Pour cela, il doit faire de la place et tente d'obtenir le départ des indiens Osages et Kansas. Il s'ensuit une série de négociations et traités dont c'est la principale finalité, les terres du Kansas ne voyant pas de Blancs ou presque.

## Les incursions des missionnaires jésuites

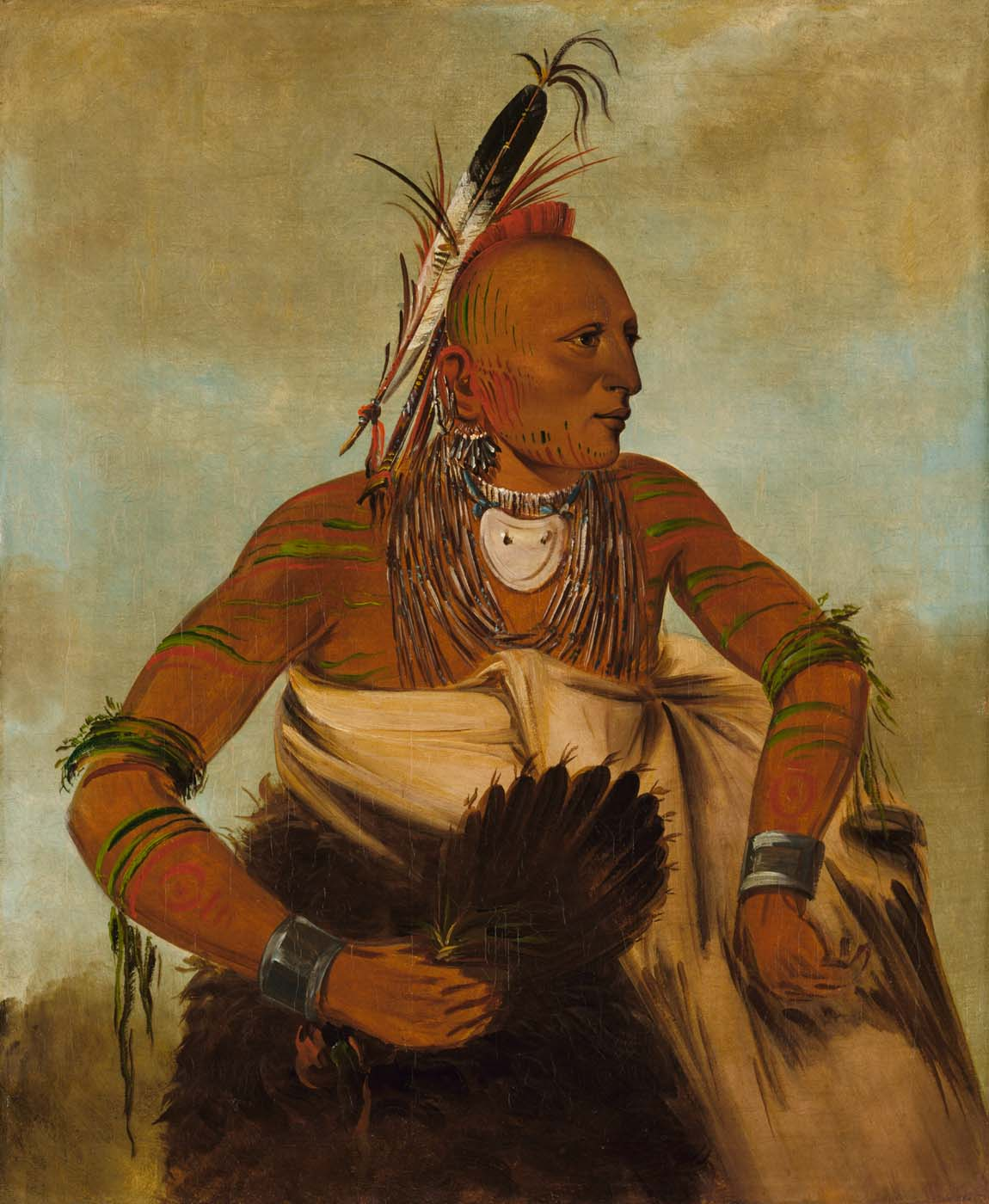
Guerrier osage peint par George Catlin.

En 1830, l'Indian Removal Act du président américain Andrew Jackson, ordonne de déporter les tribus amérindiennes à l'ouest du Mississippi. Le 3 décembre 1833, Jean-Philippe Roothaan, Supérieur général de la Compagnie de Jésus, lance un appel à la résurrection des missions lointaines. Les jésuites du Missouri reçoivent pour mission d'évangéliser les indiens à l'Ouest du Mississippi, où ils se rendent en fait déjà régulièrement, à l'instigation de l'évèque Dubourg. 
Le père Charles de la Croix, arrivé en 1818 à Florissant, près de Saint-Louis, est le premier à visiter les indiens Osages, dès 1821, sur la rive du Mississippi qui constitue l'actuel Kansas. 
Dans le comté de Neosho, il visite les Amérindiens du futur village de Saint-Paul, près d'une habitation du trappeur Edouard Chouteau, dont il baptise les deux fils. Son successeur, Charles Van Quickenborne entreprend aussi de tels voyages, vers les Osages, venus le visiter à Florissant. Il arrive à son tour à Saint-Paul, le 25 août 1827, puis approche les Osages de la Rivière Sugar en 1830. À partir de 1830, il sillonne le bassin supérieur du Missouri, et visite les Kickapous. 
La Mission Sainte-Marie de Sugar Creek est créée en mars 1839 par le médecin jésuite belge Christian Hoecken. C'est une école pour les indiens Potawatomis et une plantation de maïs, rapidement jugée trop étroite, à 80 km au sud de l'actuelle ville de Kansas City, dans l'actuel comté de Linn. Sainte Philippine Duchesne y travaille un an. 
Félix Verreydt, un jésuite belge, qui l'a décrite dans ses mémoires en a aussi été le directeur à partir de septembre 1841, lorsqu'il revient de la Mission de Council Bluffs.
Les Potawatomis donnent leur nom à la langue potawatomi, venue des Grands Lacs avec les grands mouvements de tribu vers le Sud, et à une rivière. Cette dernière donnera son nom aux Pottawatomie Rifles, plus tard, dans les années 1850, lors des massacres du Bleeding Kansas, qui voient s'affronter les partisans et délateurs de l'esclavage, cinq ans avant la guerre de Sécession. Un épisode pendant lequel les partisans du sud menacent de brûler la mission, reprochant aux jésuites leur sympathies pour le Nord et leur aide aux abolitionistes. Les réfugiés amérindiens sont plus nombreux que jamais, mais la mission doit fermer.

## Les pressions et tensions du début des années 1850
Alors que les tribus Cheyenne et Arapahoes négocient par le traité du 17 septembre 1851 l'obtention de terres dans l'ouest de l'actuel Kansas, vers les montagnes du Colorado, la pression des blancs pour s'installer sur leurs terres monte progressivement, d'autant qu'un Parti du sol libre a obtenu 10 % des voix à l'élection présidentielle de 1848. Le nouvel état du Texas, qui peine à refinancer un emprunt de 10 millions de dollars, propose d'offrir en garantie les terres du nord, encore vierges. La ruée vers l'or en Californie exerce une pression supplémentaire : en 1852, elle draine 10 000 personnes sur la piste de l'Oregon, contre 4 800 en moyenne sur 1850-1851 et 1 800 en moyenne sur la période 1844-1849, ce qui oblige à installer un camp à 250 km à l'ouest de Fort Leavenworth qui devient officiellement Fort Riley le 27 juin 1853.

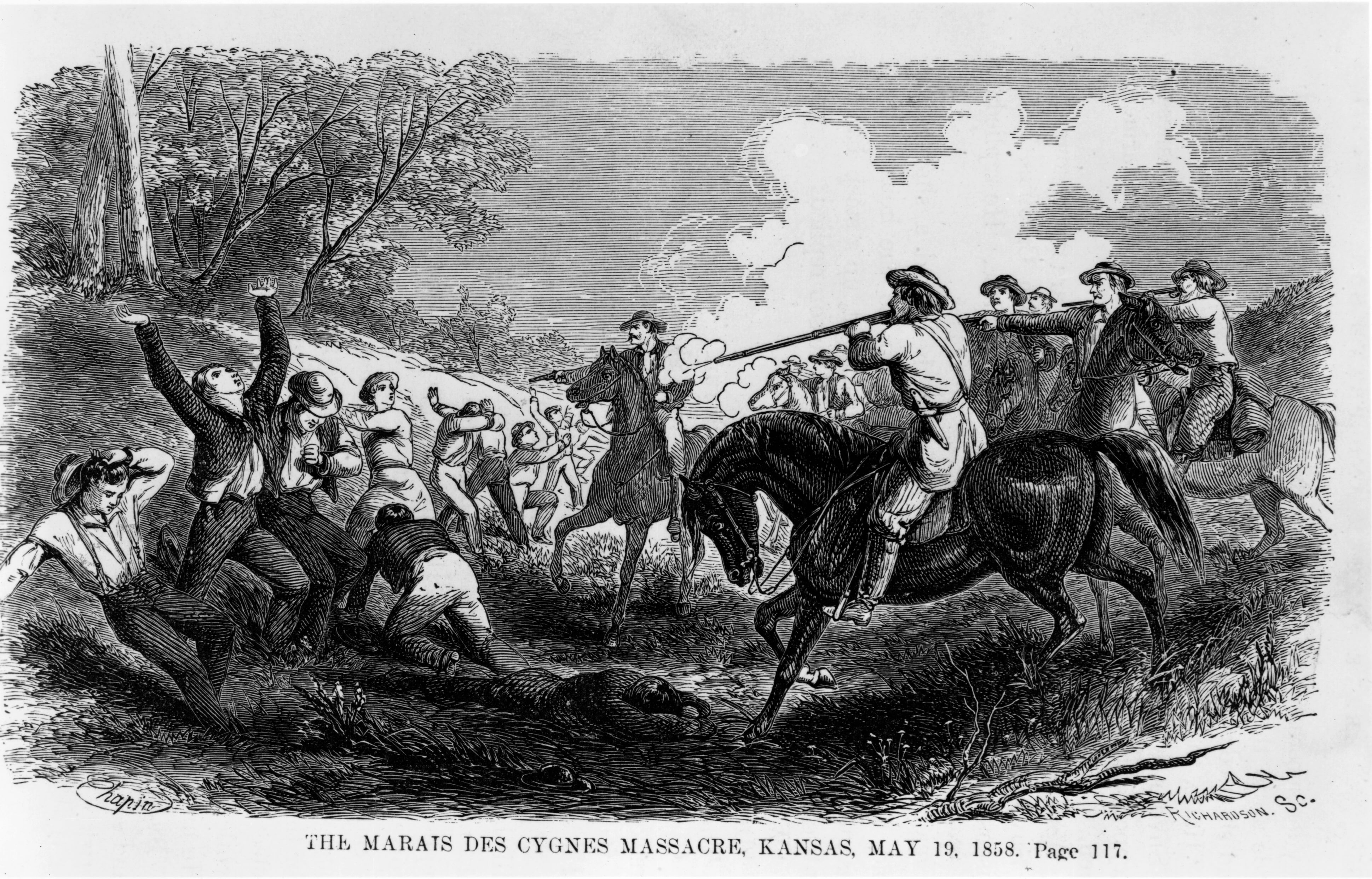
Massacre de partisans de l'abolition, Kansas, mai 1858.

À partir de 1852, les parlementaires américains commencent à insister pour la création d'un Territoire du Kansas, qui verra le jour deux ans après, rendant l'immigration sur ces terres légales. En 1854, la ville de Lecompton (appelée à ses débuts Bald Eagle, ou Aigle chauve), est implantée sur des territoires vierges, par deux descendants de grandes familles créoles française de Saint-Domingue, les réfugiés français de Saint-Domingue en Amérique, ont participé à sa création. Aristide Rodrigue, fils de Jacques-André Rodrigue et Marie Jeanne d’Orlic, sœur d'un grand planteur de sucre français réfugié aux États-Unis, a ainsi créé le Territoire du Kansas, en compagnie du colonel Albert Boone, petit-fils de Daniel Boone. Au même moment, la loi sur le Kansas-Nebraska du 30 mai 1854 crée les territoires du Kansas et du Nebraska, abroge le Compromis du Missouri de 1820, et permet aux immigrants dans ces territoires de décider s'ils introduiront l’esclavage ou non. Lecompton est dès sa création l'épicentre du Bleeding Kansas, "Bloody Kansas", ou "Border War", une série d'événements violents, impliquant les free-soilers (anti-esclavagistes) et les membres du "Border Ruffian", partisans de l'esclavage, entre 1854 et 1858.
Dans les années 1850, l'« Association contre le vol des chevaux » lynche toute personne surprise sur un cheval ne lui appartenant pas.

## Le marché à terme sur le blé
Edward Herrick Allen, maire de la ville de Kansas City après la Guerre de sécession, est l'un des dirigeants du Kansas City Board of Trade, qui devient un marché à terme sur le blé, en 1876, l'année du lancement d'un contrat à terme sur le blé d'hiver. Lorsqu'il sera reconstruit en 1925, dans un bâtiment de treize étages, le City Board of Trade sera le premier marché à terme du monde.

## Le compromis du Missouri nouvelle version

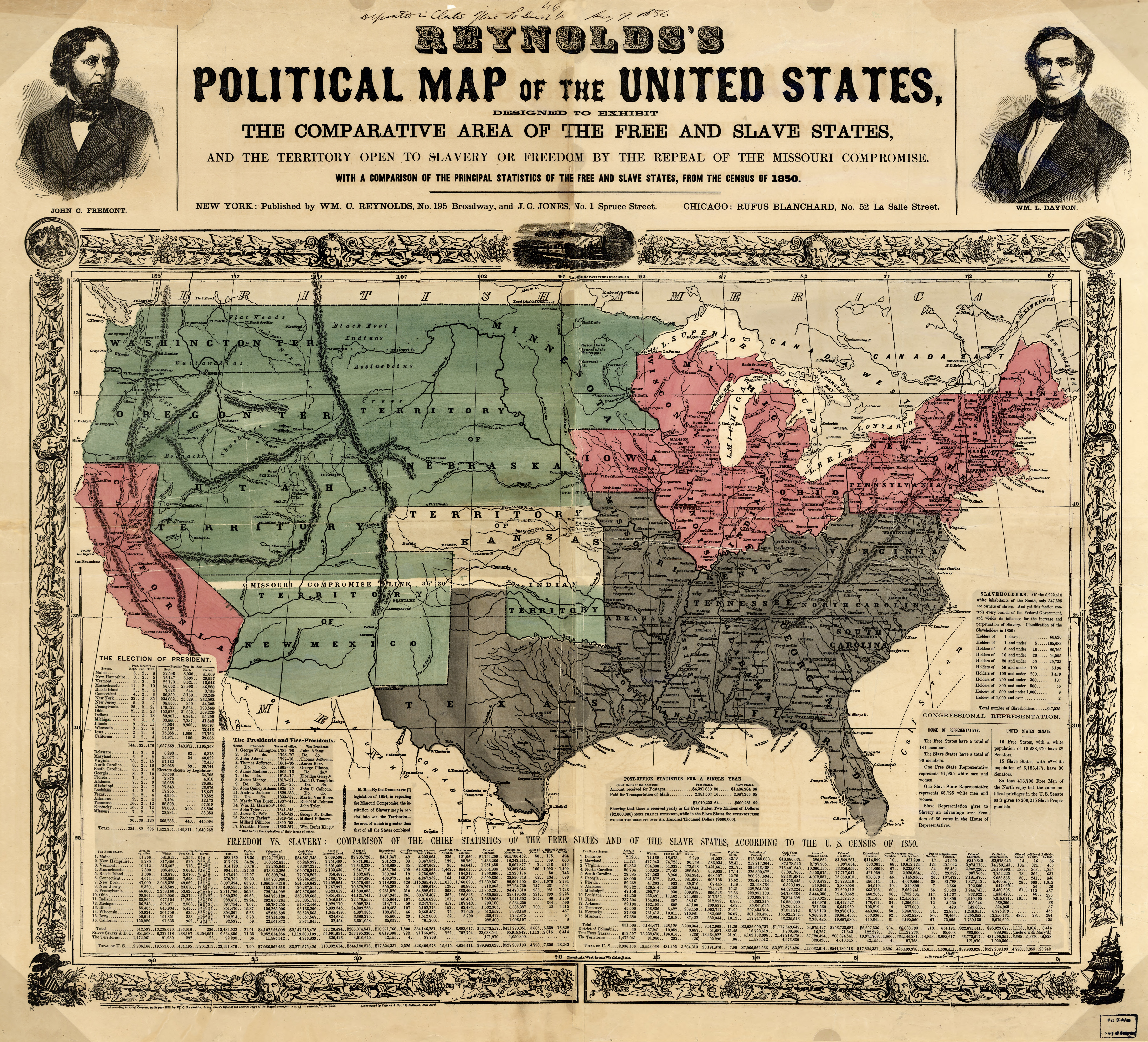
Cette carte de 1854 montre les États esclavagistes (gris), les états abolitionnistes (rouge) et les territoires US (vert) avec le Kansas (non coloré).

À l’origine, l’objectif de L'Acte Kansas-Nebraska est d’ouvrir des perspectives à une ligne de chemin de fer transcontinentale (Mideastern Transcontinental Railroad). Mais le texte dispose que les pionniers pourront voter pour décider d’introduire ou non l’esclavage, au nom de la « souveraineté populaire ». Les opposants à l’esclavage dénoncent la loi, comme une concession accordée au pouvoir esclavagiste du Sud.
Le nouveau Parti républicain se crée en février 1854 dans l’opposition à cette loi et devient très vite la force dominante dans tous les États du Nord. Le Compromis de 1850, négocié par Henry Clay, déjà à l'origine du compromis de 1820, permet à la Californie d'entrer dans l'Union en tant qu'État libre ; en échange, les États du Nord s'engagent à restituer à ceux du Sud tout esclave fugitif. Surtout, l'entrée d'un nouvel État esclavagiste dans l'Union risque de créer une position de force pour les esclavagistes, et le prochain pourrait être le Kansas. Ainsi, Eli Thayer, abolitionniste du Massachusetts créé la New England Emigrant Aid Company pour promouvoir le peuplement du Kansas par des émigrants anti-esclavagistes. Par centaines, ils quittent la Nouvelle-Angleterre en 4 vagues successives à la mi-1854, menés par le docteur Charles L. Robinson, l’agent d'Eli Thayer. Ils fondent Wakarusa, Topeka, Manhattan, et Osawatomie et Lawrence. Le pasteur abolitionniste new-yorkais Henry Ward Beecher leur livre des centaines de fusils Sharps achetés par souscription auprès de sa congrégation, surnommés bibles de Beecher.

## La ruée vers l'or de Pikes Peak

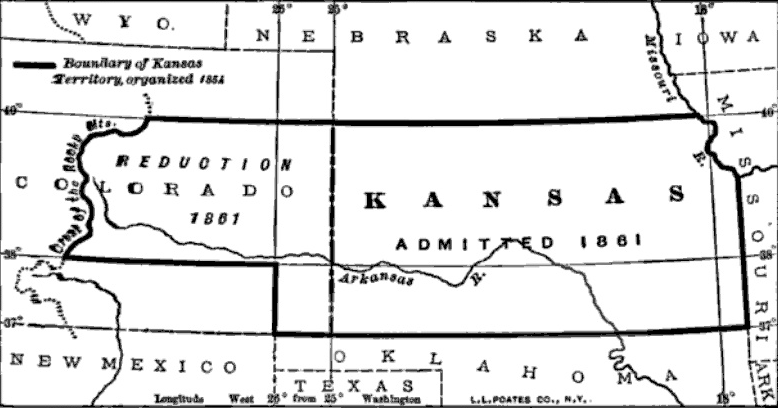
Territoire du Kansas.

La ville de Lawrence fut fondée à son tour en 1854, sur la rivière du Kansas. Le développement des chemins de fer (Union Pacific, Santa Fe) dans les années qui suivirent fut à l’origine de la prospérité de l’État. La panique financière de 1857 amena ensuite des milliers de chômeurs à traverser le continent pour aller prospecter au pied des montagnes Rocheuses, lors de la ruée vers l'or de Pikes Peak, dans l'ouest du Territoire du Kansas, dans ce qui deviendra plus tard l'état du Colorado. Cet afflux de migrants contribue à faire du Territoire du Kansas un lieu difficile à gérer pour les autorités.
Le 22 novembre 1858, le général William Larimer, Jr., un spéculateur venu de Leavenworth, installa des cabanons en bois sur la colline surplombant les rivières South Platte et Cherry Creek, à proximité d'Auraria, fondée quelques mois par des prospecteurs venus d'Auraria en Géorgie. Un peu après eux, William Larimer, Jr. avait fondé Denver sur le Cherry Creek.
L’empiétement sur les terres indiennes déboucha sur une guerre avec les tribus des Plaines qui dura jusqu’en 1878. Les chemins de fer favorisèrent la colonisation et permirent le transport du bétail texan vers le nord, jusqu’aux parcs à bestiaux du Kansas. Au cours des années 1870, l’agriculture acquit une nouvelle dimension lorsqu’une variété de blé, résistante aux hivers rigoureux, fut introduite dans l’État.
Après la guerre de Sécession, les grands propriétaires fonciers s'emparèrent graduellement de la plupart des terres au détriment des petits colons au Texas et au Kansas. Entre 1880 et 1884, les grands propriétaires, organisés en véritables trusts basés principalement à Boston et à New York, prennent possession de près de 50 millions d'acres. Ils organisèrent des groupes de voleurs de bétail afin de harceler et ruiner les petits éleveurs ; près de trois millions de têtes de bétail sont volés aux indiens dans les années 1860. Ils obtinrent par ailleurs la collaboration du Parlement.

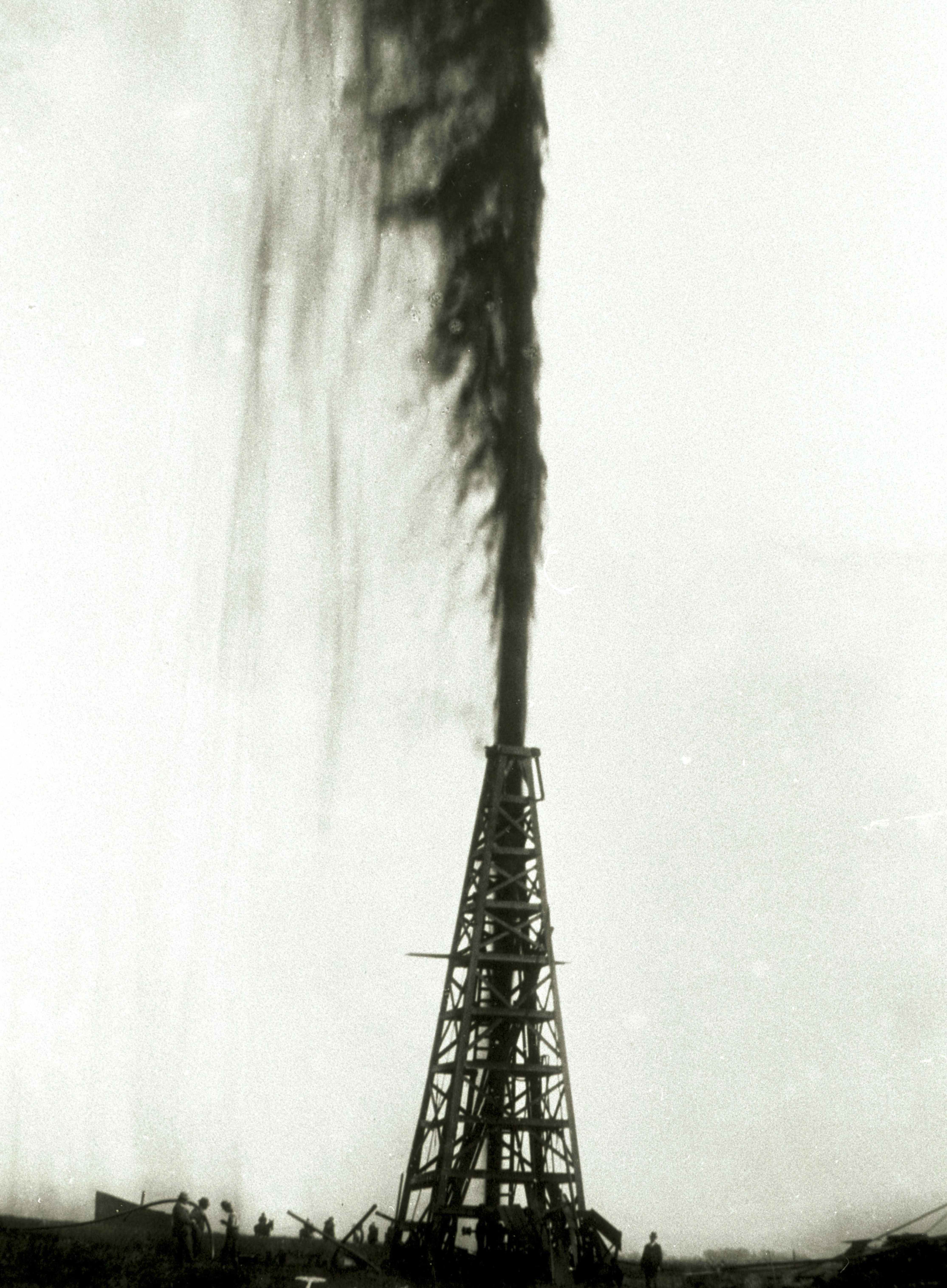
Le Spindletop

## La chasse au bison, à l'époque de Buffalo Bill

Cette carte montre la disparition progressive du bison et sa situation en 1889 selon les recherches du naturaliste américain William Hornaday.

La population de bison américains est estimée à 60-100 millions au cours du deuxième quart du XIXe siècle, lorsque l'Ouest du continent est un territoire indien.
Mais ensuite, les peaux de bison ont été utilisées en Europe pour fabriquer des courroies de machines industrielles, des vêtements, et des tapis, et massivement transportées à destination de l'Europe. Pendant une décennie, à partir de 1873, il y avait plusieurs centaines, peut-être plus d'un millier, de ces équipes de « moissonneurs » de peaux chassant au même moment, exaspérant les Amérindiens ou les chasseurs de viande individuels.  À la gare de Dodge City, des wagons entiers étaient remplis de peaux et envoyés vers l'est. Le déclin de la population de bison s'accélère jusqu'en 1889. Il n’existait plus en tout en Amérique du Nord que 750 bisons en 1890. Le braconnage avait réduit à quelques dizaines d'animaux les troupeaux autochtones. Une belle peau pouvait rapporter 3 $ à Dodge City, Kansas, et une très belle peau (idéale pour un manteau d'hiver lourd) pouvait se vendre 50 $, à une époque où un ouvrier gagnait au mieux un dollar par jour. Buffalo Bill fournissait en viande de bison (buffalo en anglais) les employés des chemins de fer Kansas Pacific Railway. Il gagna un duel contre Bill Comstock en tuant 69 bisons contre 48 en une journée. De 1882 à 1912, il organise et dirige un spectacle populaire : le Buffalo Bill’s Wild West. Autres chasseurs de bisons célèbres, Wyatt Earp, Bat Masterson ou Pat Garrett.
Pour repeupler, des animaux ont été transplantés d'autres réserves d’animaux sauvages. Un siècle plus tard, le bison est à nouveau chassé, pour sa régulation démographique.

## Le rail, au centre des luttes politiques des années 1890

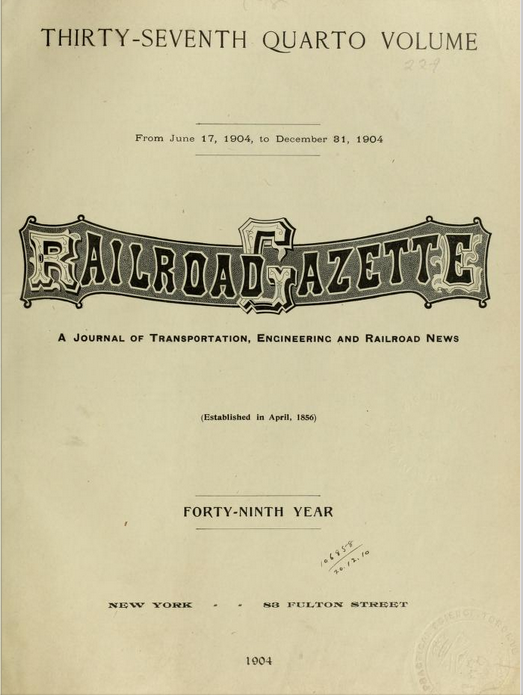
Couvertures du Railroad Gazette en 1904

Les luttes politiques sont particulièrement violentes dans l'État du Kansas dans les années 1890, celles du "Gilded Age" aux États-Unis, marquées par l'affairisme et sa critique. C'est dans le Kansas que les conflits entre les populistes et les géants du rail sont les plus prononcés au cours des années 1890, même s'ils se retrouvent dans de nombreux autres états. Dès 1890, une convention des populistes se réunit à Topeka (Kansas) et demande au gouvernement de nationaliser les grandes compagnies de chemin de fer. Au cours de leur campagne de 1894 puis avant leur grande victoire électorale de 1896, les candidats populistes réclament un plafonnement des tarifs de fret facturés aux fermiers par ces grandes compagnies de chemin de fer. Une étude détaillée montre qu'ils étaient beaucoup plus élevés dans les Grandes Plaines que dans la moyenne des autres états, même s'ils diminuent fortement au cours de la décennie. Les géants du rail sont d'abord sur la défensive, mais ils contre-attaquent sur le terrain politique et médiatique, en créant en 1876 à Chicago un journal, The Railroad Age, qui défend leur point de vue. Railroad Gazette lui succèdera.

## La grande dépression des années 1930 frappe en particulier les céréaliers

Conditions météorologiques créant les tornades dans la Tornado Alley en couleur saumon au centre, le Kansas étant au cœur de cette zone

Régulièrement victime des invasions de sauterelles, des sècheresses et des crues du Mississippi, l'économie agricole du Kansas a traversé sa pire épreuve lors de la grande dépression des années 1930. L'agriculture était alors une industrie très importante pour le Kansas. Lorsque la grande dépression se présente en 1929, la région des Grandes Plaines a été victime également de tornades destructrices. L'augmentation des surfaces cultivées lors de la décennie précédente fait que la récolte de blé de 1931 est à un niveau record de 251 millions de boisseaux, mais à un prix extrêmement bas de 33 cents le boisseau. Sur l'ensemble de la décennie des années 1930, la production agricole moyenne sera inférieure de 37 % à ce qu'elle était dans les des années 1920.
L'ouest de l'État sera particulièrement touché, avec en plus les pires tornades de l'histoire en 1933 et sur la décennie, selon une étude sur plus d'un siècle effectuée par James C. Malin, de l'Université du Kansas. La plus grosse de toutes se présente le 10 mai 1834 et poursuit sa course jusqu'à Washington, tellement elle est énorme. Les États du Texas, de l'Oklahoma et du Nebraska sont aussi exposés et ont acquis le surnom de Tornado Alley car cette zone voir l'air chaud et humide du golfe du Mexique, près du sol, rencontrer de l'air sec et frais en altitude venant des montagnes Rocheuses et du Canada. 
La surproduction agricole touche elle aussi l'ouest de l'État du Kansas, avec l'ouverture aux cultures de nombreux champs avant la crise. Dans le comté de Finney, les surfaces cultivées passent de 69 000 acres en 1927 à 222 000 en 1931 et la production est multipliée par 18, à près de cinq millions de boisseaux. Dans celui de Gove, les surfaces cultivées quadruplent, et la production est multipliée par 35, à 3,6 millions de boisseaux. Au cours de la décennie, l'État perd 72 000 habitants, en raison de départs de fermiers et 88 des 105 comtés du Kansas voient leur population diminuer.

## La catastrophe naturelle de 1966 à Topeka
La tornade de Topeka a causé la mort de seize personnes et détruit 820 maisons le 8 juin 1966. Elle a commencé à se développer vers 18h55, alors que les capacités des équipements de la météorologie américaine étaient trop limitées pour détecter l'activité d'une telle tornade. Bill Kurtis, reporter de l'une des télévisions locales conseillant aux gens de se mettre à l'abri de la tempête dévastatrice, des milliers de personnes ont réussi à se prémunir. La tornade a d'abord frappé les zones résidentielles, commençant à balayer des rangées entières de maisons, la plupart des grands bâtiments de pierre sur le campus étant détruits.
L'estimation totale des dégâts s'est élevée à 250 millions de dollars de l'époque ce qui en fait l'une des tornades les plus coûteuses de l'histoire américaine. Plus de 820 maisons ont été détruites et 3000 autres ont été endommagées. Environ 250 entreprises ont été détruites et 2390 ont été endommagés, y compris un centre commercial majeur. Il a été estimé que si la tornade avait frappé pendant les heures de travail ou pendant la nuit, près de 5 000 personnes auraient été tuées. Bill Kurtis a été crédité pour sauver de nombreuses vies avec son message urgent de se mettre à couvert.